# Till sommaren och dig
Till sommaren och dig är ett album som kom ut 1999 av och med Lasse Berghagen

## Låtlista
1. Till sommaren och dig
2. Stockholm i mitt hjärta
3. Som en skugga där du går
4. En kvastskaftsdans
5. Jag ser ett ljus
6. Störst av allt är kärleken
7. Höstvisa från Äppelbo
8. Du är för alltid en del utav mig (musik: Lasse Holm)
9. Vad bryr sig en porlande bäck
10. Sommar i Stockholm
11. Till Bohuslän
12. Hösten spelar på stuprörsflöjt
13. Nu
14. Åh, sköna sommar mitt hjärta är ditt
15. Om att rå sig själv
16. Sommaren låter oss glädjas

## Listplaceringar
| Lista (1999) | Topplacering |
| ------------ | ------------ |
| Sverige      | 13           |